# Joseph von Münch-Bellinghausen
Joseph Heinrich Franz Freiherr Münch von Bellinghausen (* 14. August 1801 in Aschaffenburg; † 10. Oktober 1861 in Linz) war Gesandter, Richter und Abgeordneter der 1. Kammer der Landstände des Großherzogtums Hessen.

## Familie
Joseph Freiherr von Münch-Bellinghausen war der Sohn von Heinrich Joachim Cajetan Freiherr von Münch-Bellinghausen (1775–1823) und dessen Ehefrau Maria Görger († 1839). Joseph Freiherr von Münch-Bellinghausen heiratete am 15. Oktober 1829 Antonia Amalia geborene von Heckel (1805–1851), die Tochter des K.K. Rittmeisters Johann Baptist von Heckel und der Maria Theresia Rosina Johanna von Gülich (diese heiratete 1812 in zweiter Ehe Peter Josef von Rüding (1783–1863), Kreisrat in Bensheim). Aus der Ehe gingen ein Sohn und drei Töchter hervor.

## Leben
Münch-Bellinghausen studierte Rechtswissenschaften und wurde Hofgerichtsakzessist in Darmstadt. Während seines Studiums wurde er 1816 Mitglied des Gießener Germanenbundes. 1823 bis 1825 war er 2. Assessor am Landgericht Lorsch und 1825 bis 1829 Assessor am Hofgericht Darmstadt, wo er 1829–1836 Hofgerichtsrat war. 1834 wurde er zum Kammerherren und 1855 zum Oberkammerherren ernannt. 1836 erhielt er die Beförderung zum Oberappellations- und Kassationsgerichtsrat am Oberappellationsgericht Darmstadt. 1840 wurde er Zeremonienmeister und 1852 Geheimrat und Oberzeremonienmeister. Später wurde er Wirklicher Geheimrat.
1850 war er außerordentlicher Gesandter und bevollmächtigter Minister beim Bundestag Frankfurt. Danach hatte er die gleiche Funktion bis 1861 am badischen und kurhessischen Hof inne und war ab 1857 außerordentlicher Gesandter und bevollmächtigter Minister am Nassauer Hof.
Am 14. Dezember 1847 ernannte ihn der Großherzog zum Mitglied auf Lebenszeit in der ersten Kammer der Landstände des Großherzogtums Hessen, der er aber nur bis 1849 angehörte, als eine geänderte Zusammensetzung der ersten Kammer dazu führte, dass die auf Lebenszeit ernannten Mitglieder ausschieden. 
Er ist in Darmstadt begraben.